# Пролетарий (Гомельская область)
Пролетарий (бел. Пралета́рый) — посёлок в Красненском сельсовете Гомельского района Гомельской области Республики Беларусь.

## География

### Расположение
В 2 км на запад от Гомеля.

## Транспортная сеть
Транспортные связи по автодорогам, которые отходят от Гомеля. Прямолинейная улица, ориентированная с юго-востока на северо-запад, застроена деревянными домами усадебного типа.

## История
Основан в начале 1920-х годов переселенцами из соседних деревень на бывших помещичьих землях. В 1926 году в Красненском сельсовете Гомельского района Гомельского округа. В 1931 году жители вступили в колхоз. Во время Великой Отечественной войны 12 жителей погибли на фронте. В 1959 году в составе колхоза «Победа» (центр — деревня Красное).

## Население

### Численность
- 2004 год — 51 хозяйство, 135 жителей.

### Динамика
- 1926 год — 26 дворов, 116 жителей.
- 1959 год — 178 жителей (согласно переписи).
- 2004 год — 51 хозяйство, 135 жителей.